# جو یو ری
جو یو ری (کره‌ای: 조유리؛ زادهٔ ۲۲ اکتبر ۲۰۰۱) خواننده و بازیگر اهل کره جنوبی است. او به عنوان یکی از اعضای سابق گروه دخترانه کره‌ای–ژاپنی آیز*وان شناخته می‌شود. او پس از شرکت در برنامه رقابتی واقع‌نمای شبکه ام‌نت به نام پرودوس ۴۸ در سال ۲۰۱۸ که در آن جایگاه سوم را کسب کرد، به شهرت رسید و در ۲۹ اکتبر ۲۰۱۸ با آیز*وان فعالیت موسیقی خود را آغاز کرد.
به دنبال منحل شدن گروه آیز*وان در آوریل ۲۰۲۱، او به عنوان خواننده انفرادی فعالیت خود را با انتشار آلبوم تک‌آهنگ شیشه‌ای در اکتبر ۲۰۲۱ آغاز کرد که به خاطر آن چندین نامزدی جایزه تازه‌کار سال در مراسم‌های جوایز موسیقی دریافت کرد. علاوه بر حرفهٔ موسیقی، او وارد عرصهٔ بازیگری نیز شده و نخستین تجربه بازیگری او در مجموعه اینترنتی تقلیدگران (۲۰۲۰) بوده است و بعداً نقش اصلی در بازی مرکب ۲ (۲۰۲۴) ایفا کرد.

## ترانه‌شناسی

### آلبوم‌های چندآهنگه
| عنوان                                                                        | جزئیات                                                                    | بالاترین جایگاه جدول | بالاترین جایگاه جدول | فروش                                       |
| عنوان                                                                        | جزئیات                                                                    | کره جنوبی            | ژاپن                 | فروش                                       |
| ---------------------------------------------------------------------------- | ------------------------------------------------------------------------- | -------------------- | -------------------- | ------------------------------------------ |
| اوپی.۲۲ وای والتس: در ماژور                                                  | - انتشار: ۲ ژوئن ۲۰۲۲ - ناشر: ویک‌وان - فرمت: سی‌دی، دانلود دیجیتال، استریم | ۵                    | ۲۷                   | - کره جنوبی: ۹۲٬۶۷۹ - ژاپن: ۳٬۱۳۹ (فیزیکی) |
| لاو آل                                                                       | - انتشار: ۹ اوت ۲۰۲۳ - ناشر: ویک‌وان - فرمت: سی‌دی، دانلود دیجیتال، استریم  | ۱۱                   | —                    | - کره جنوبی: ۳۸٬۲۳۲                        |
| نشانهٔ «—» مواردی را نشان می‌دهد که در آن کشور منتشر نشده یا به جدول نرسیده‌اند |                                                                           |                      |                      |                                            |

### آلبوم‌های تک‌آهنگ
| عنوان                       | جزئیات                                                                      | بالاترین جایگاه جدول | فروش‌ها              |
| عنوان                       | جزئیات                                                                      | کره جنوبی            | فروش‌ها              |
| --------------------------- | --------------------------------------------------------------------------- | -------------------- | ------------------- |
| شیشه‌ای                      | - انتشار: ۷ اکتبر ۲۰۲۱ - ناشر: ویک وان - فرمت: سی‌دی، دانلود دیجیتال، استریم | ۵                    | - کره جنوبی: ۸۹٬۱۶۸ |
| اوپی.۲۲ وای والتس: در مینور | - انتشار: ۲۴ اکتبر ۲۰۲۲ - ناشر: ویک‌وان - فرمت: سی‌دی، دانلود دیجیتال، استریم | ۶                    | - کره جنوبی: ۵۸٬۸۷۴ |

### تک‌آهنگ‌ها
| عنوان                                                                        | سال                  | بالاترین جایگاه جدول | بالاترین جایگاه جدول | آلبوم                       |
| عنوان                                                                        | سال                  | کره جنوبی سرکل       | کره جنوبی بیلبورد    | آلبوم                       |
| به عنوان آرتیست اصلی                                                         | به عنوان آرتیست اصلی | به عنوان آرتیست اصلی | به عنوان آرتیست اصلی | به عنوان آرتیست اصلی        |
| ---------------------------------------------------------------------------- | -------------------- | -------------------- | -------------------- | --------------------------- |
| «شیشه‌ای»                                                                     | ۲۰۲۱                 | ۱۳۷                  | ۸۴                   | شیشه‌ای                      |
| «عشق هیس!» (러브 쉿!)                                                        | ۲۰۲۲                 | ۹۷                   | ۱۶                   | اوپی.۲۲ وای والتس: در ماژور |
| «Loveable»                                                                   | ۲۰۲۲                 | —                    | —                    | اوپی.۲۲ وای والتس: در مینور |
| «تاکسی»                                                                      | ۲۰۲۳                 | —                    | —                    | لاو آل                      |
| همکاری                                                                       |                      |                      |                      |                             |
| «خاطرات پاییز» (가을 상자) (همراه لی سوک هون)                                | ۲۰۲۱                 | ۱۹۳                  | —                    | شیشه‌ای                      |
| نشانهٔ «—» مواردی را نشان می‌دهد که در آن کشور منتشر نشده یا به جدول نرسیده‌اند |                      |                      |                      |                             |

## ویدئوشناسی

### موزیک ویدئوها
| عنوان      | سال  | کارگردان(ها)              | منابع  |
| ---------- | ---- | ------------------------- | ------ |
| «شیشه‌ای»   | ۲۰۲۱ | سانی ویژوال               | [ ۱۳ ] |
| «عشق هیس!» | ۲۰۲۲ | سانی ویژوال               | [ ۱۴ ] |
| «Loveable» | ۲۰۲۲ | جو وون جون (استودیو واکو) | [ ۱۵ ] |
| «تاکسی»    | ۲۰۲۳ | ۷۲۵ (اس‌ال ویژوال لب)      | [ ۱۶ ] |

## فیلم‌شناسی

### مجموعه اینترنتی
| سال  | عنوان                 | نقش                     | توضیحات          | منابع         |
| ---- | --------------------- | ----------------------- | ---------------- | ------------- |
| ۲۰۲۲ | تقلیدگران             | اوه رو شی               |                  | [ ۱۷ ]        |
| ۲۰۲۲ | فعلاً بنوش بعداً کار کن | شی اون                  | فصل ۲؛ حضور ویژه | [ ۱۸ ]        |
| ۲۰۲۴ | بازی مرکب             | کیم جون هی (بازیکن ۲۲۲) | فصل ۲            | [ ۱۹ ] [ ۲۰ ] |
| ۲۰۲۵ | بازی مرکب             | کیم جون هی (بازیکن ۲۲۲) | فصل ۳            |               |

### برنامه تلویزیونی
| سال  | عنوان          | نقش        | توضیحات                | منابع  |
| ---- | -------------- | ---------- | ---------------------- | ------ |
| ۲۰۱۷ | مدرسه آیدل     | شرکت کننده | به جایگاه پانزدهم رسید | [ ۲۱ ] |
| ۲۰۱۸ | پرودوس ۴۸      | شرکت کننده | به جایگاه سوم رسید     | [ ۲۲ ] |
| ۲۰۲۲ | به عنوان غریزه | میزبان     | همراه لی ده هی         | [ ۲۳ ] |

### برنامه اینترنتی
| سال       | عنوان                              | نقش    | توضیحات | منابع  |
| --------- | ---------------------------------- | ------ | ------- | ------ |
| ۲۰۲۱–۲۰۲۲ | آژانس مسافرتی آدولا: چیت-اینگ تریپ | میزبان | فصل ۱–۲ | [ ۲۴ ] |